# 62 (число)
62 (шестьдесят два) — натуральное число между 61 и 63.

## В математике
- 62 является чётным двузначным числом.
- Сумма цифр числа 62 — 8.
- Произведение цифр этого числа — 12.
- Квадрат этого числа — 3844.
- 262 = 4 611 686 018 427 387 904.
- Число 62 является полупростым числом[1].
- 62 — нетотиентное число[2].
- 62 является суммой кубов трёх положительных чисел[3]: {\displaystyle 62=2^{3}+3^{3}+3^{3}.}
- Число 62 представимо в виде суммы четырёх последовательных чисел[4]: {\displaystyle 62=14+15+16+17.}
- 62 — наименьшее число, представимое в виде суммы трёх различных квадратов двумя способами[5][6]: {\displaystyle 62=1^{2}+5^{2}+6^{2}=2^{2}+3^{2}+7^{2}.}
- 62 — единственное число, чей куб (238328) записывается тремя цифрами, каждая из которых повторяется дважды[6][7].
- Число 62 является палиндромом и репдигитом в пятеричной системе счисления (222)[6] и системе счисления с основанием 30 (22).
- 62 — сумма числа граней, рёбер и вершин икосаэдра или додекаэдра (30 + 20 + 12).
- Ромбоусечённый икосододекаэдр имеет 62 грани[8].

## В науке
- Атомный номер самария[4].